# Tommy Körberg
Tommy Körberg (né le 4 juillet 1948 à Norsjö) est un chanteur et acteur suédois. Il a représenté la Suède au Concours Eurovision de la chanson en 1969 avec le titre Judy, min vän (Judy, mon amie) et en 1988 avec le titre Stad i ljus (Ville dans la lumière).
À 16 ans, Tommy Körberg fonde le groupe Bootleggers. Ils changent leur nom, deviennent les Maniacs et leur titre Somebody’s taken Maria away se classe dans le hit parade suédois. Puis l’artiste forme un duo avec Michael Johansson, Tom & Mick.
En 1968, Tommy Körberg entame une carrière solo avec l’album Nature Boy. Dans les années 1970, il travaille avec les groupes de musique expérimentale Solar Plexus et Made in Sweden.
Il s'est fait connaître au niveau international pour sa participation dans Chess, comédie musicale écrite par Tim Rice et les deux membres d'ABBA Benny Andersson, Bjorn Ulvaeus en 1984.  Ensuite, il joue dans la versions suédoise de La Mélodie du bonheur en 1990. 
En 1994, il participe à la revue Lovers and Covers au Hamburger Börs de Stockholm, aux côtés de Tommy Nilsson et Marie Bergman. En 1995, il est invité au concert anniversaire des dix ans des Misérables au Royal Albert Hall à Londres, aux côtés de tous les chanteurs ayant interprété le rôle de Jean Valjean. Il joue  en effet dans la version suédoise de cette comédie musicale de 1995 à 1997.
Il a également enregistré des albums en hommage à Jacques Brel.
En 2003, il participe à la première version suédoise de la comédie musicale Chess. Il fait également partie du Benny Andersson Orkester, un orchestre créé en 2001 par Benny Andersson avec lequel il enregistre régulièrement des albums et fait des tournées.
En 2017, il chante For Every Step pour le groupe de Metalcore Dead by April.

## Discographie
Albums
- Rakt upp och ner (2007)
- Bao På Turné   (2006, participation avec d’autres artistes, album live)
- Gränslös – Det Bästa Med Tommy Körberg (2003)
- Chess På Svenska   (2002, participation avec d’autres artistes à la version suédoise)
- Stilla Natt   (2000)
- Hits (2000)
- Levande På Slagthuset  – Sånger För Ensamma Älskare
- Från Waterloo Till Duvemåla (1998, concert avec d’autres artistes)
- Ur "Aniara" – En Revy Om Människan I Tid Och Rum (1997)
- Evergreens (1996)
- The Sound Of Music (1995)
- Ravaillac – Tommy Körberg Sjunger Bo Nilsson (1994)
- Chess In Concert   (1994, participation avec d’autres artistes)
- Live In London (1993)
- Jag Skulle Vilja Våga Tro   (1993)
- Les Misérables (1990 avec d’autres artistes)
- Livslevande (1990)
- Julen Är Här (1989)
- Är (1988)
- Tommy Körberg And Tolvan Big Band   (1985)
- Musica Sveciae – Barnvisor   (1985)
- Chess (1984, participation)
- Brel – En Föreställning Som Går Rakt In I Hjärtat   (1983, participation, hommage à J. Brel)
- Tommy Körberg Och Stefan Nilsson Tolkar Jacques Brel (1982)
- Den Vackraste Visan   (1976)
- Made In Sweden: Where Do We Begin (1976)
- Solar Plexus 1971-1975 (album jazz, participation avec d’autres artistes)
- Solar Plexus: Hellre Gycklare Än Hycklare   (1975)
- Solar Plexus: Det Är Inte Båten Som Gungar – Det Är Havet Som Rör Sig (1974)
- Solar Plexus: Solar Plexus (2) (1973)
- Tommy Körberg Sjunger Birger Sjöberg (1973)
- Tommy Körberg (1971)
- Tommy (1970)
- Spotlight (1969-73)
- Spotlight (1969)
- Judy Min Vän (1969)
- Tom: Nature Boy (1968)
- Tom & Mick: Maniacs   (1967)

## Filmographie
- 1980 - Sverige åt svenskarna
- 1984 : Ronja Rövardotter de Tage Danielsson (adaptation du roman Ronya, fille de brigand d'Astrid Lindgren)
- 1993 - Drömkåken (som sig själv)